# Gare de Ménil-Hubert - Pont d'Ouilly
La gare de Ménil-Hubert - Pont d'Ouilly était une gare ferroviaire française de la ligne de Falaise à Berjou, située sur le territoire de la commune de Ménil-Hubert-sur-Orne dans le département de l'Orne en région Normandie. La gare desservait également Pont-d'Ouilly dans le Calvados.
Elle est mise en service en 1874 par la Compagnie des chemins de fer normands et fermée à tout trafic 1969.

## Situation ferroviaire
Établie à 54 mètres d'altitude, la gare de Ménil-Hubert - Pont d'Ouilly était située au point kilométrique (PK) 23,7 de la ligne de Falaise à Berjou, entre les gares de Mesnil-Villement-Pont-des-Vers et de Berjou, dont elle était séparée par la halte de Cahan.

## Histoire
Le 6 mars 1874, l'ingénieur chargé du contrôle parcourt pour la première fois la totalité de la « ligne de Falaise à Berjou-Pont-d'Ouilly » à bord d'une locomotive. Il constate que les bâtiments et installations prévus dans les stations ont été réalisés par la Compagnie des chemins de fer normands, seule la halle à marchandise de « Pont-d'Ouilly » n'est pas encore construite bien que le bois soit à pied d'œuvre.
La Compagnie a nommé la station « Ménil-Hubert - Pont d'Ouilly » bien qu'elle soit située sur la commune de Ménil-Hubert. Les premiers trains de voyageurs circulent le 15 avril 1874. Il y a trois dessertes de la gare de « Mesnil-Villement-Pont-des-Vers » : de Falaise à Berjou, à 7 h 19, 11 h 40 et 7 h 2, et trois de Berjou à Falaise. Les voyageurs ont le choix entre trois classes différentes.
Le 1er mars 1938, c'est la fin de la desserte voyageurs de la gare, du fait de la fermeture de la ligne à ce service ferroviaire. Néanmoins Le tronçon de Ménil-Hubert - Pont-d’Ouilly à Berjou fut utilisé quant à lui jusqu’au 3 novembre 1969.
La gare de Ménil-Hubert - Pont-d’Ouilly dispose d’une halle à marchandise du XIXe siècle, entretenue.

## Galerie de photographies

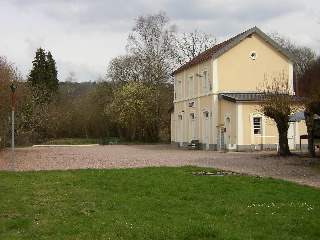
L'ancien bâtiment-voyageurs
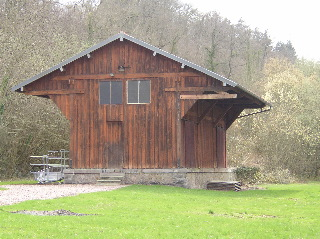
L'ancienne halle à marchandises